# Чину
Чину (исп. Chinú) — город и муниципалитет на севере Колумбии, на территории департамента Кордова.

## История
Поселение, из которого позднее вырос город, было основано 24 января 1534 года доном Алонсо де Эредией. Муниципалитет Чину был выделен в отдельную административную единицу в 1883 году.

## Географическое положение

Муниципалитет Чину

Город расположен на северо-востоке департамента, в пределах Прикарибской низменности, на расстоянии приблизительно 59 километров к северо-востоку от города Монтерии, административного центра департамента. Абсолютная высота — 121 метр над уровнем моря.
Муниципалитет Чину граничит на западе с территорией муниципалитета Сан-Андрес-де-Сотавенто, на юго-западе — с муниципалитетом Сьенага-де-Оро, на юге — с муниципалитетом Саагун, на севере и востоке — с территорией департамента Сукре. Площадь муниципалитета составляет 624 км².

## Население
По данным Национального административного департамента статистики Колумбии, совокупная численность населения города и муниципалитета в 2015 году составляла 48 304 человека.
Динамика численности населения муниципалитета по годам:
| 2005   | 2006   | 2007   | 2008   | 2009   | 2010   | 2011   | 2012   | 2013   | 2014   | 2015   |
| ------ | ------ | ------ | ------ | ------ | ------ | ------ | ------ | ------ | ------ | ------ |
| 43 274 | 43 714 | 44 171 | 44 663 | 45 161 | 45 691 | 46 212 | 46 739 | 47 266 | 47 792 | 48 304 |

Согласно данным переписи 2005 года мужчины составляли 50,9 % от населения Чину, женщины — соответственно 49,1 %. В расовом отношении белые и метисы составляли 56 % от населения города; индейцы — 41 %; негры, мулаты и райсальцы — 3 %.
Уровень грамотности среди всего населения составлял 83,4 %.

## Экономика
Основу экономики Чину составляет сельское хозяйство. Также на территории муниципалитета производят кожаную обувь, керамику и текстиль.
65,5 % от общего числа городских и муниципальных предприятий составляют предприятия торговой сферы, 19,4 % — предприятия сферы обслуживания, 14,6 % — промышленные предприятия, 0,5 % — предприятия иных отраслей экономики.

## Транспорт
Через город проходит национальное шоссе № 25 (исп. Ruta Nacional 25).